# Bramford
Bramford est une paroisse civile et un village de 2 386 habitants (2001) du district du Mid Suffolk, dans le comté du Suffolk, en Angleterre.